# انقلاب 1973 في تشيلي
كان انقلاب تشيلي عام 1973 لحظة فاصلة في كل من تاريخ تشيلي والحرب الباردة. بعد فترة طويلة من الاضطرابات الاجتماعية والتوتر السياسي بين كونغرس تشيلي الذي تسيطر عليه المعارضة، والرئيس الاشتراكي سلفادور أليندي، فضلًا عن الحرب الاقتصادية التي أمر بها الرئيس الأمريكي ريتشارد نيكسون، أسقطت القوات المسلحة والشرطة الوطنية حكم سلفادور أليندي.
أطاح الجيش بحكومة تحالف الوحدة الشعبية المناصر لحكم أليندي، وأنشأ في ما بعد مجلسًا عسكريًا علّق جميع النشاطات السياسية في تشيلي، وقمع الحركات اليسارية، وخاصةً الأحزاب الشيوعية والاشتراكية وحركة اليسار الثوري. صعد قائد جيش حكومة أليندي أوغستو بينوشيه إلى السلطة العليا بعد مرور عام على الانقلاب، وتولى السلطة رسميًا في أواخر عام 1974. اعترفت إدارة نيكسون، التي عملت على تهيئة ظروف الانقلاب، على الفور بحكومة المجلس العسكري ودعمته في توطيد سلطته.
خلال الغارات الجوية والهجمات البرية التي سبقت وقوع الانقلاب، ألقى أليندي خطابه الأخير الذي تعهد فيه بالبقاء في القصر الرئاسي، ورفض عروض الممر الآمن في حال اختياره المنفى بدلًا من المواجهة. تتفق روايات شهود العيان المباشرين عن وفاة أليندي على أنه قتل نفسه في القصر.
قبل الانقلاب، احتُفي بتشيلي على أنها منارة للديمقراطية والاستقرار السياسي لعقود من الزمن، وهي الفترة التي شهدت ابتلاء بقية دول أمريكا الجنوبية بالطغمات العسكرية والحكم الدكتاتوري (الكوديلو). أدى انهيار الديمقراطية التشيلية إلى إنهاء سلسلة من الحكومات الديمقراطية في تشيلي، والتي أجرت انتخابات ديمقراطية منذ عام 1932. وصف المؤرخ بيتر وين انقلاب عام 1973 بأنه واحد من أكثر الأحداث عنفًا في تاريخ تشيلي. استمرت حركة التمرد الضعيفة ضد نظام أوغستو بينوشيه داخل تشيلي من قبل عناصر متعاطفة مع حكومة أليندي السابقة. أعقب الاستفتاء العام الذي حظي بدعم دولي في عام 1988، تحت رعاية الديكتاتورية العسكرية، انتقال سلمي إلى حكومة مدنية منتخبة.

## خلفية الأحداث السياسية
خاض أليندي الانتخابات الرئاسية عام 1970 مع خورخي أليساندري رودريغيز من الحزب الوطني، ورادوميرو توميتش من الحزب الديمقراطي المسيحي. حصل أليندي على 36.6% من الأصوات. جاء أليساندري في المرتبة الثانية بعد حصوله على 35%، وحلّ توميتش ثالثًا بنسبة 28.1%. على الرغم من حصول أليندي على أكبر عدد من الأصوات، ولعدم حصول أي من المرشحين على الأغلبية المطلقة، كان على المؤتمر الوطني حسم الانتخابات بين المرشحين وفقًا للدستور التشيلي.
لم يسمح دستور 1925 لأي شخص أن يكون رئيسًا لفترتين متتاليتين. وبالتالي، كان الرئيس الحالي إدواردو فري مونتالبا غير مؤهل لشغل منصب الرئاسة. كانت عملية «المسار الأول» التابعة لوكالة المخابرات المركزية الأمريكية خطةً تهدف إلى التأثير على الكونغرس لاختيار أليساندري، الذي سيستقيل بعد فترة قصيرة من توليه منصبه، ما سيؤدي إلى إجراء انتخابات ثانية. سيكون فري مونتالبا حينها مؤهلًا لشغل منصب الرئاسة. أعلن أليساندري في 9 سبتمبر أنه سيستقيل إذا اختاره الكونغرس، ثم اختار الكونغرس أليندي. بعد مرور وقت قصير على سماع أنباء فوزه، وقّع أليندي على قانون الضمانات الدستورية، والذي ينص على أنه سيتبع الدستور خلال فترة رئاسته.
كانت الولايات المتحدة تخشى مثال «تجربة اشتراكية ناجحة» في المنطقة، ومارست ضغوطًا دبلوماسية واقتصادية وسرية على الحكومة الاشتراكية المنتخبة في تشيلي. في نهاية عام 1971، قام رئيس الوزراء الكوبي فيديل كاسترو بزيارة رسمية إلى تشيلي دامت أربعة أسابيع، ما أثار قلق المراقبين الغربيين الذين يشعرون بالقلق من مضيّ «تشيلي في طريقها نحو الاشتراكية».
في عام 1972، تبنى وزير الاقتصاد بيدرو فوسكوفيتش سياسات نقدية زادت من حجم العملة المتداولة وخفضت من قيمة الإسكودو (عملة تشيلي بين عامي 1960 و1975)، وزادت هذه السياسات من التضخم ليبلغ 140% في عام 1972، ما تسبب بظهور اقتصاد السوق السوداء.
في أكتوبر 1972، عانت تشيلي من أولى الإضرابات. كان من بين المشاركين رجال أعمال صغار، وبعض النقابات المهنية، والمجموعات الطلابية. تطلّع قادة الاضرابات -فيلارين، وجايمي غوزمان، ورافائيل كومسيل، وغييرمو إلتون، وإدواردو أرياغادا- إلى الإطاحة بالحكومة المُنتخبة. باستثناء الإضرار بالاقتصاد الوطني، كان التأثير الرئيسي للإضراب الذي دام 24 يومًا هو استقطاب قائد الجيش، الجنرال كارلوس براتس، إلى الحكومة كوزير للداخلية، وهو استرضاء للجناح اليميني. (خلف الجنرال براتس قائد الجيش الجنرال رينيه شنايدر بعد تعرضه للاغتيال في 24 أكتوبر 1970 على يد مجموعة قادها الجنرال روبرتو فيوكس، والتي لم تحاول وكالة المخابرات المركزية تثبيطها). أيّد الجنرال براتس عقيدة شنايدر المناصر للقانون ورفض التدخل العسكري في انقلاب ضد الرئيس أليندي.
على الرغم من تدهور الاقتصاد، زاد تحالف الوحدة الشعبية بزعامة الرئيس أليندي عدد الأصوات إلى 43.2% في الانتخابات البرلمانية في مارس 1973؛ ولكن آنذاك، انتهى التحالف غير الرسمي بين الوحدة الشعبية والديمقراطيين المسيحيين. تحالف الديمقراطيون المسيحيون مع الحزب الوطني اليميني الذي عارض حكومة أليندي؛ وشكّل الحزبان اليمينيان اتحاد الكونفدرالية الديمقراطية. أدى الصراع البرلماني الداخلي بين الهيئة التشريعية والسلطة التنفيذية إلى شل أنشطة الحكومة.
بدأ أليندي يهاب خصومه مقتنعًا أنهم كانوا يخططون لاغتياله. من خلال إرسال ابنته كمراسلة، شرح أليندي الوضع لفيدل كاسترو. أسدى له كاسترو أربع نصائح: إقناع الفنيين بالبقاء في تشيلي، وبيع النحاس مقابل الدولار الأمريكي فقط، وتجنب الأعمال الثورية المتطرفة التي من شأنها أن تمنح المعارضين ذريعة لتدمير الاقتصاد أو السيطرة عليه، والحفاظ على علاقة مناسبة مع الجيش التشيلي إلى حين توفر إمكانية تأسيس الميليشيات المحلية وتوحيدها. حاول أليندي العمل بنصائح كاسترو، لكن التوصيتين الأخيرتين أثبتتا صعوبة تنفيذهما.